# Stora Skärvattnet
Stora Skärvattnet är en sjö i Årjängs kommun i Värmland och ingår i Göta älvs huvudavrinningsområde. Sjön är 19 meter djup, har en yta på 0,304 kvadratkilometer och befinner sig 235,1 meter över havet. Sjön avvattnas av vattendraget Åsebyälven.

## Delavrinningsområde
Stora Skärvattnet ingår i det delavrinningsområde (659990-129769) som SMHI kallar för Utloppet av Ässjön. Medelhöjden är 244 meter över havet och ytan är 14,07 kvadratkilometer. Det finns ett avrinningsområde uppströms, och räknas det in blir den ackumulerade arean 19,43 kvadratkilometer. Åsebyälven som avvattnar avrinningsområdet har biflödesordning 4, vilket innebär att vattnet flödar genom totalt 4 vattendrag innan det når havet efter 269 kilometer. Avrinningsområdet består mestadels av skog (80 procent). Avrinningsområdet har 1,45 kvadratkilometer vattenytor vilket ger det en sjöprocent på 10,3 procent.